# Laurie Walters
Laurie Jean Walters Slade (San Francisco, California; 8 de enero de 1947) es una actriz estadounidense retirada, especialmente recordada por el papel de Joanie Bradford en la serie de televisión Eight Is Enough traducida como Ocho son suficientes (Hispanoamérica) o Con ocho basta (España), emitida desde 1977 hasta 1981 en la cadena estadounidense ABC.

## Biografía
Laurie Walters nació el 8 de enero de 1947 en San Francisco, California. Laurie se matriculó en el Humboldt State College y originalmente planeó especializarse en conservación de la vida silvestre. Walters cambió al teatro y asistió brevemente a la Universidad de California en Santa Bárbara. Luego se mudó a Berkeley (California) y ayudó a formar el Berkeley Repertory Theatre.
Laurie obtuvo su tarjeta de equidad en el Festival de Shakespeare de San Francisco. Walters comenzó a actuar en películas y programas de televisión a principios de los 70. Sus primeros papeles en la pantalla grande fueron el de Sheila Grove en The Harrad Experiment y The Harrad Summer y el de Jenny Macallister en Warlock Moon. 
Su mayor popularidad llegó con el papel Joannie Bradford en la exitosa serie de televisión Eight Is Enough. En dicha serie Walters era, por varios años, la mayor de los ocho actores que interpretaban a los niños Bradford, aunque su personaje, Joanie Bradford, era la tercera hija mayor de la familia. Walters es seis meses mayor que Betty Buckley (nacida el 3 de julio de 1947), quien interpretó a la segunda esposa de su padre.
Tras el fin de Eight Is Enough, Laurie continuó actuando en episodios de televisión como Cheers y Highway to Heaven y en un par de especiales de televisión de reunión de Eight Is Enough. Además, realizó giras en cenas de teatro y actuó en producciones teatrales de obras como Richard III y Playboy of the Western World. Walters dejó de actuar a finales de los 90 y se convirtió en una ambientalista dedicada (coordinó el programa de voluntariado para la organización Tree People de Los Ángeles). Más recientemente, Laurie actuó en obras de teatro en el área del sur de California y dirigió producciones teatrales en Ojai, California, bajo su nombre de casada de Laurie Walters Slade.
Más tarde, Walters estuvo a cargo de las adquisiciones de películas para un servicio de películas por suscripción llamado Ironweed Films.

## Filmografía

### Películas
| Año  | Título                              | Rol                             |
| ---- | ----------------------------------- | ------------------------------- |
| 1973 | The Harrad Experiment               | Sheila Grove                    |
| 1973 | Warlock Moon                        | Jenny Macallister / Ghost Bride |
| 1974 | Harrad Summer                       | Sheila Grove                    |
| 1999 | The Common Sense of the Wisdom Tree | The Wisdom Tree (voz)           |

### Televisión
| Año       | Título                                            | Rol               | Notas                            |
| --------- | ------------------------------------------------- | ----------------- | -------------------------------- |
| 1972      | The People                                        | Karen Diemus      | TV film                          |
| 1975      | Cannon                                            | Ellen             | TV Series                        |
| 1975      | Returning Home                                    | Wilma Parish      | TV film                          |
| 1975      | The Rookies                                       | Callie            | "Ladies Day"                     |
| 1975      | Días felices                                      | Susan             | "A Date with Fonzie"             |
| 1977      | Insight                                           | Katie Werner      | "I Want to Die"                  |
| 1977-1981 | Eight Is Enough                                   | Joanie Bradford   | Rol principal                    |
| 1978      | The Love Boat                                     | Roberta Potter    | 1 episodio                       |
| 1980      | The Love Boat                                     | Laura Rogers      | 1 episodio                       |
| 1981      | La isla de la fantasía                            | Lisa Bergmann     | 1 episodio                       |
| 1982      | La isla de la fantasía                            | Harriet Wilson    | 1 episodio                       |
| 1985      | Hollywood Beat                                    | Diane             | "Girls, Girls, Girls"            |
| 1985      | Cheers                                            | Jacqueline Bisset | "Bar Bet"                        |
| 1987      | Duet                                              | Amanda            | "Overture", "Prelude"            |
| 1987      | Highway to Heaven                                 | Michelle Raines   | "Man's Best Friend: Parts 1 & 2" |
| 1987      | Eight Is Enough: A Family Reunion                 | Joanie Bradford   | TV film                          |
| 1988      | The Taking of Flight 847: The Uli Derickson Story | Jane              | TV film                          |
| 1989      | An Eight Is Enough Wedding                        | Joanie Bradford   | TV film                          |
| 1990      | Columbo                                           | Helen Ashcroft    | "Murder in Malibu"               |
| 1990      | Dragnet                                           | Sara Tilson       | "Living Victim"                  |
| 1993      | Evening Shade                                     | Mrs. Norris       | "Private School"                 |